# Коробков, Фёдор Григорьевич
Фёдор Григо́рьевич Коробков (7 июня 1898, Спасск, Тамбовская губерния — 24 апреля 1942, Севастополь) — советский военачальник и военный лётчик, генерал-майор авиации (1940). Герой Советского Союза (14.06.1942, посмертно).

## Биография
Родился 7 июня 1898 года в Спасске ныне Пензенской области. Окончил городское училище. С 10 лет работал в услужении у местного купца.
В 1915 году был призван в ряды Русской императорской армии. Окончил учебную команду в 85-м запасном батальоне. Принимал участие в Первой мировой войне. В чине старшего унтер-офицера воевал на Западном фронте в составе 1-го Екатеринославского лейб-гренадерского полка.
С апреля 1918 года служил в Красной Армии. Принимал участие в Гражданской войне в качестве письмоводителя штаба отряда. В апреле 1919 года был назначен на должность помощника начальника штаба бригады на Восточном фронте, воевал против войск адмирала А. В. Колчака.
В апреле 1920 года был направлен на учёбу в Высшую военную школу Сибири (Омск), которую окончил в октябре 1921 года. Во время учёбы в составе сводного отряда курсантов участвовал в подавлении Западно-Сибирского крестьянского восстания. В октябре 1921 года был назначен на должность командира стрелковой роты, а в ноябре 1921 года — на должность помощника командира, а затем — командира стрелкового батальона. С октября 1923 по декабрь 1928 года служил в Средней Азии, где принимал активное участие в борьбе с басмачеством.
В 1925 году вступил в ряды ВКП(б).
С декабря 1928 года по октябрь 1929 года проходил обучение на Высших стрелково-тактических курсах усовершенствования комсостава «Выстрел». С ноября 1929 по сентябрь 1932 года командовал 6-м Туркестанским стрелковым полком.
В мае 1932 года командир полка Коробков перевёлся из пехоты в ВВС и был назначен на должность инспектора авиационной бригады в Витебске.
С мая по декабрь 1933 года проходил обучение в 1-й военной школе лётчиков имени А. Ф. Мясникова в посёлке Кача под Севастополем.
В феврале 1934 года был назначен на должность командира 23-й авиационной эскадрильи, дислоцировавшейся на аэродроме Хотунок под Новочеркасском. В этом же гарнизоне служила жена Коробкова Надежда Михайловна, впоследствии майор медицинской службы. В 1934 году Коробков, командуя этой эскадрильей, участвовал в Первомайском параде в Москве.
С февраля по декабрь 1936 года обучался в Высшей лётно-тактической школе ВВС в Липецке, по окончании которой был отправлен в командировку в Испанию, где шла гражданская война. Во время войны носил псевдоним «генерал Павлович» и являлся советником при командующем авиацией интернациональной бригады.
После возвращения в СССР с августа 1937 года находился в распоряжении командующего ВВС РККА. В январе 1938 года был назначен временно исполняющим обязанности начальника Управления авиации ВМФ, а в июне 1939 года — на должность заместителя командующего авиацией Военно-Морского Флота.
Великая Отечественная война
С июня 1941 года принимал участие в военных действиях на фронтах Великой Отечественной войны. В июне 1941 года был назначен на должность начальника штаба, а в сентябре 1941 года — вновь на должность заместителя начальника Управления ВВС ВМФ СССР.
Неоднократно выезжал на флоты для оказания помощи и руководства боевыми действиями авиации. В апреле 1942 года во время обороны Севастополя находился в городе. 24 апреля 1942 года генерал-майоры авиации Фёдор Коробков и командующий ВВС Черноморского флота Николай Остряков в сопровождении должностных лиц осматривали 36-е авиационные мастерские, расположенные на берегу Круглой бухты Севастополя. В это время мастерские подверглись налёту шести немецких бомбардировщиков. Одна из бомб попала в ангар и разорвалась внутри него. Погибли оба генерала, а также 46 сопровождавших их офицеров и работников мастерских. Фёдор Григорьевич Коробков похоронен на кладбище Коммунаров в Севастополе. На могилах Ф. Г. Коробкова, Н. А. Острякова и М. Г. Степаненко, погибшего в ноябре 1941 года, был воздвигнут памятник. На восточном берегу Круглой бухты находится братская могила погибших вместе с командующим.
Указом Президиума Верховного Совета СССР «О присвоении звания Героя Советского Союза начальствующему составу Военно-морского флота» от 14 июня 1942 года за «образцовое выполнение боевых заданий командования на фронте борьбы с немецкими захватчиками и проявленные при этом отвагу и геройство» удостоен посмертно звания Героя Советского Союза с вручением ордена Ленина и медали «Золотая Звезда»
.

## Награды

Бюст на Аллее Героев в Спасске

- Медаль «Золотая Звезда» (14.06.1942, посмертно);
- Два ордена Ленина (11.11.1937, 14.06.1942 — посмертно);
- Два ордена Красного Знамени (2.01.1937, 3.04.1942);
- Орден Трудового Красного Знамени (Узбекская ССР) (1928);
- медаль «За оборону Севастополя» (16.08.1943, посмертно);
- Юбилейная медаль «XX лет Рабоче-Крестьянской Красной Армии» (22.02.1938).

## Воинские звания в РККА
- полковник (1936)
- комбриг (26.10.1937)
- комдив (26.02.1939)
- генерал-майор авиации (4.06.1940)

## Память
- В 1951 году именем Фёдора Коробкова была названа улица в Севастополе, в 1977 году — в Пензе.
- Бюст Ф. Г. Коробкова установлен на Аллее Героев в парке города Спасска Пензенской области (1985), в этом же городе его именем названа улица[7].
- В ноябре 1986 года в Новочеркасске на доме (улица Дворцовая, 3), в котором жил Фёдор Коробков, была установлена мемориальная доска.

## Семья
Жена — Надежда Михайловна, майор медицинской службы.
Правнучка - Коробкова Евгения Сергеевна.